# In vivo (psykologi)
In vivo betecknar inom psykologi något som sker i klientens naturliga miljö, exempelvis vid exponeringsterapi inom kognitiv beteendeterapi, där man kan att utsätta någon för dess fobi. Exempelvis får den som har höjdfobi gå över en hög bro.